# 김영욱 (1923년)
김영욱(1923년 5월 29일 ~ 2005년 12월 1일)은 경남 진영 출신으로 한국전쟁 이후의 민간인 학살 진상규명 운동을 벌인 사회 활동가이다. 5.16 군사 정변 이후, 혁명재판소로부터 징역 7년을 언도받고 서대문형무소에서 2년 7개월간 투옥되었다. 박정희정권에 의해 10여년간 불법 연행과 고문을 당하였다. 이후 그는 한국전쟁 중 있었던 민간인 학살사건의 진상규명에 힘썼으며, 사망하기 전까지 민간인학살 전국유족협의회 고문이었다. 2005년 사망했다. 독립운동가인 김정태는 그의 아버지다.